# Вольфрам, Конрад
Конрад Вольфрам (англ. Conrad Wolfram, 10 июня 1970) — британский технолог и предприниматель, известный своей деятельностью в области информационных технологий и их приложений.

## Карьера
Конрад Вольфрам основал Wolfram Research Europe Ltd. в 1991 году, где занимает должность управляющего директора и по сей день. В 1996 году он также стал директором компании Wolfram Research, Inc. по стратегическому и международному развитию, что сделало его ответственным за Wolfram Research Asia Ltd., и за связи с общественностью, в том числе и за веб-сайт wolfram.com.
Компания Wolfram Research была основана его братом Стивеном Вольфрамом, создателем системы Mathematica и системы вычислительных знаний Wolfram Alpha.
Конрад Вольфрам руководил работами по изменению того, как используется система Mathematica, от сугубо вычислительной системы до орудия для разработки и развёртывания, способствуя развитию таких технологий как семейство Mathematica Player и web Mathematica, и продвигая большую автоматизацию внутри самой системы. Он также возглавлял компанию по акцентированию внимания на технологии интерактивного издательства, декларируемая цель которой состояла в том, чтобы «сделать создание новых приложений столь же обиходным, как и создание новых документов» утверждая, что «если картинка стоит тысячи слов, то интерактивный документ стоит тысячи картинок». Эти технологии сошлись вместе в форме CDF (формата вычисляемых документов).
Конрад Вольфрам также входил в учредительный комитет конференций IMS.

## Реформа математического образования
Конрад Вольфрам является видным сторонником реформы математического образования, которая увеличит использование информационных технологий, а также является основателем портала computerbasedmath.org. Британский информационный телеканал Channel 4 News процитировал его высказывание: «В некоторых случаях важно производить расчёты вручную, но таких случаев лишь небольшая часть. В остальных случаях следует подразумевать, что ученики должны использовать компьютер, как это повсеместно происходит в реальном мире». В интервью газете The Guardian он описал вычисления вручную на использование компьютеров «демократизацией специальных навыков».
В 2009 году он выступил с докладом об образовательной реформе на конференции TEDx в парламенте ЕС, а также на конференции TED Global 2010, где утверждал, что «математика должна быть более практичной и концептуальной, и менее механической», и что «расчёты это принцип действия математики — способ достижения цели».
Он входит в состав комитета по информатике Консультативного совета при Кингс колледже Лондона.

## Биография
Родился в Оксфорде, Англия в 1970 году. Конрад Вольфрам учился в Dragon School, Итонском колледже, Пемброк колледже Кэмбриджского университета в Великобритании, где получил степень магистра в области естественных наук и математики.